# Rodney Pérez García
Rodney Óscar Pérez García (Santa Clara, Cuba, 1973) es un Maestro Internacional de ajedrez cubano.

## Palmarés y participaciones destacadas
Fue una vez Campeonato de Cuba de ajedrez, en 1999 en Santa Clara.
Fue ganador del campeonato de Cuba juvenil en 1991, celebrado en Jiguaní.
Participó representando a Cuba en una Olimpíadas de ajedrez en 2000 en Estambul.